# Frederick Varley
Frederick Horsman Varley, znany też jako Fred Varley (ur. 2 stycznia 1881 w Sheffield, Anglia, zm. 8 września 1969 w Toronto, Ontario) – kanadyjski malarz urodzony w Anglii, członek założyciel Grupy Siedmiu.

## Życiorys
Frederick Horsman Varley urodził się w Sheffield w Anglii, gdzie mieszkał do 1912, kiedy przeniósł się do Kanady. W latach 1892–1900 uczył się w Sheffield School of Art, po czym wyjechał do Belgii, gdzie w latach 1900–1902 był słuchaczem Académie royale des beaux-arts w Antwerpii. W mieście tym miał opinię alkoholika, prowadzącego tryb życia właściwy dla cyganerii artystycznej. Po powrocie do Anglii pracował jako ilustrator i nauczyciel, ale nie odniósł sukcesów. W 1908 ożenił się. Miał dwoje dzieci. W 1912, za namową przyjaciela Arthura Lismera, postanowił wyjechać z rodziną do Kanady. Wkrótce zaczął pracować w Grip Ltd. W tym czasie poznał Toma Thomsona, artystę, który wywarł na członków przyszłej Grupy Siedmiu. Wspólnie zaczęli malować krajobrazy Północnego Ontario. W 1914 wyprawił się razem z Tomem Thompsonem i innymi członkami przyszłej Grupy Siedmiu na sesję malarską do Algonquin Provincial Park. Varley wolał jednak malować ludzi, niż naturę. Od początku koncentrował się na portretach. Ugruntował swoją pozycję jako malarz elit społecznych Toronto. Choć zajęcie to okazało się dochodowe, artysta nie lubił malować na zamówienie, co wkrótce zaczęło irytować jego klientów.
W styczniu 1918, w czasie pierwszej wojny światowej, Varley otrzymał zlecenie wyjazdu do Francji i namalowania scen wojennych. Był głęboko poruszony tym, co zobaczył. Przeżycia te znalazły wyraz w obrazach, które wtedy namalował.
Stwierdził wówczas:

Bylibyśmy zdrowsi, gdybyśmy zapomnieli [o wojnie], a tego nigdy nie będziemy mogli. Jesteśmy na zawsze zbrukani jej jałowością i jej okrutnym dramatem.

Podobne doświadczenia miał również inny członek Grupy Siedmiu, A.Y. Jackson. 

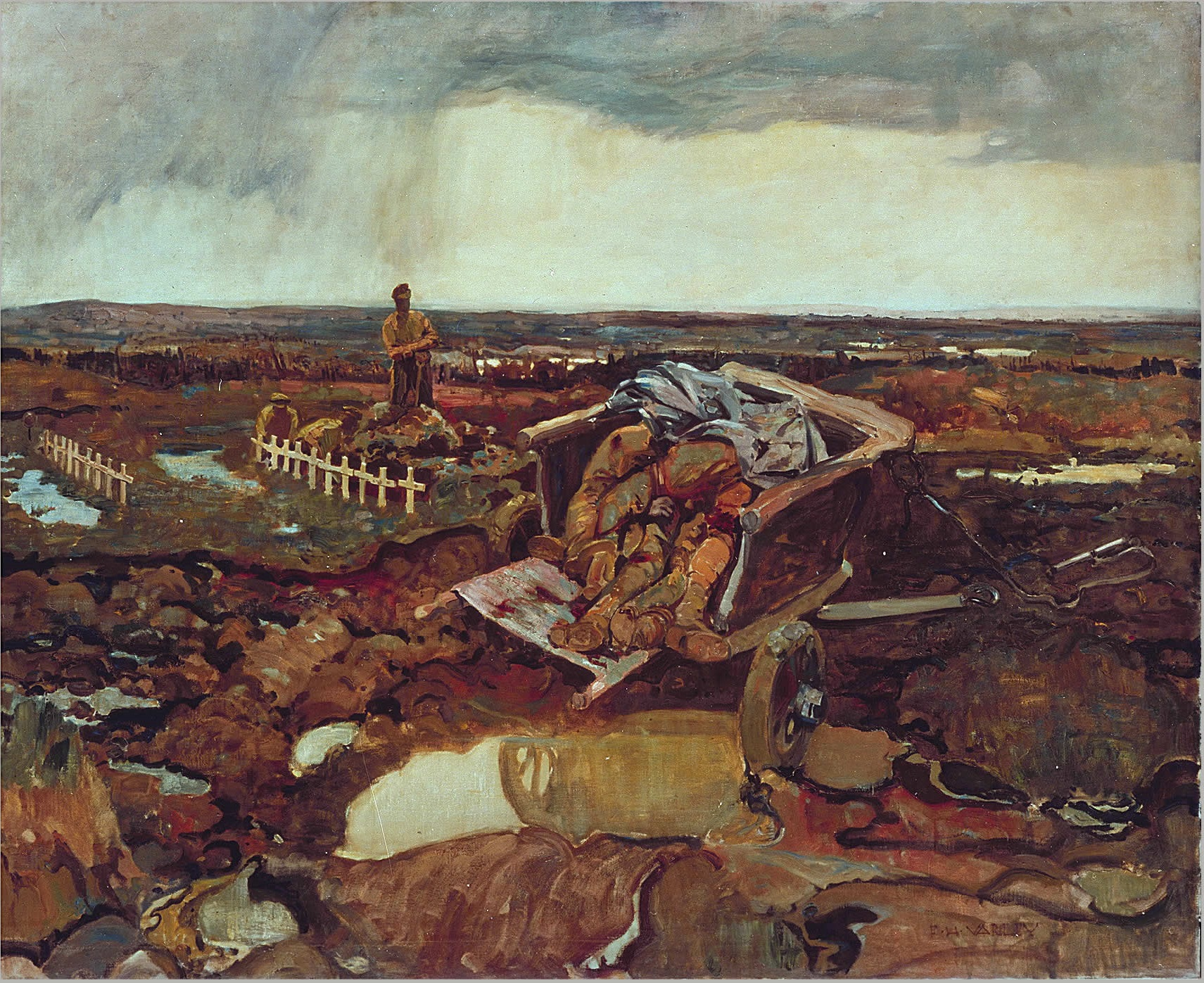
Po co?, 1917-1919, Kanadyjskie Muzeum Wojny

Jednym z najważniejszych obrazów wojennych Varleya stało się płótno Po co?  (For What?) przedstawiające ciała poległych żołnierzy zebrane na wózku.
W maju 1920 Varley stał się członkiem założycielem Grupy Siedmiu. Nie podzielał jednak entuzjazmu członków grupy do krajobrazów Ontario i kontynuował malowanie portretów. Był jednym z dwóch członków Grupy Siedmiu zajmujących się malarstwem portretowym; drugi to Lawren Harris. Najbardziej znanym portretem pędzla Varleya stała się podobizna polityka Vincenta Masseya z 1920.
Po kilku latach pracy w Ontario Varley przeniósł się do Vancouver, gdzie w latach 1926–1933 był kierownikiem Katedry Rysunku i Malarstwa w School of Decorative and Applied Arts. Był pod silnym wpływem uroku krajobrazu Kolumbii Brytyjskiej, co wywarło istotny wpływ na jego sztukę. Jako zapalonym turysta przemierzał nadbrzeżne góry Kolumbii Brytyjskiej malując ich widoki. Wywarł wpływ na wielu lokalnych artystów, w tym Charlesa Scotta i Jocka McDonalda. Uczył nie tylko w szkole, ale udzielał również lekcji prywatnych. W czasie wielkiej depresji szkoła zmniejszyła jego wynagrodzenie, więc Varley na znak protestu odszedł. Razem z kolegą Jockiem Macdonaldem otworzyli nową szkołę pod nazwą B.C. College of the arts, której działalność zakończyła się bankructwem niecałe dwa lata później. W tym czasie opuściła go też żona. Varley postanowił wyjechać z Vancouver. Przeniósł się do Montrealu, gdzie przez wiele lat zmagał się z alkoholizmem. Po uporaniu się z nałogiem wyjechał do Ontario i ponownie zaczął malować. W poszukiwaniu tematów odwiedzał odległe regiony Kanady.
W 1938 odbył podróż do Arktyki na pokładzie rządowego statku zaopatrzeniowego Nascopie. W 1944 powrócił do Toronto. W latach 1948–1949 był nauczycielem w Doon Summer School of Fine Arts koło Kitchener.
W 1954 razem z grupą kanadyjskich artystów, pisarzy i muzyków odwiedził ZSRR
W 1955 w poszukiwaniu inspiracji wyjechał na wyspę Cape Breton, a 1957 wyruszył na pierwszą z kilku wypraw malarskich do Kolumbii Brytyjskiej. Miał opinię romantyka i człowieka niezależnego. W ramach Grupy Siedmiu znany był jako "cygan". Jego talent kolorysty, rysownika i głębokiego obserwatora życia najlepiej widać w jego rysunkach i niewielkich akwarelach.
Zmarł w 1969. Został pochowany na małym cmentarzu na terenie galerii McMichael Canadian Art Collection.
Dla upamiętnienia artysty otwarto w Ontario dwie galerie jego imienia: Varley Art Gallery i Fred Varley Drive. W 2000 i 2006 w Vancouver Art Gallery zorganizowano poświęcone mu wystawy.

## Twórczość

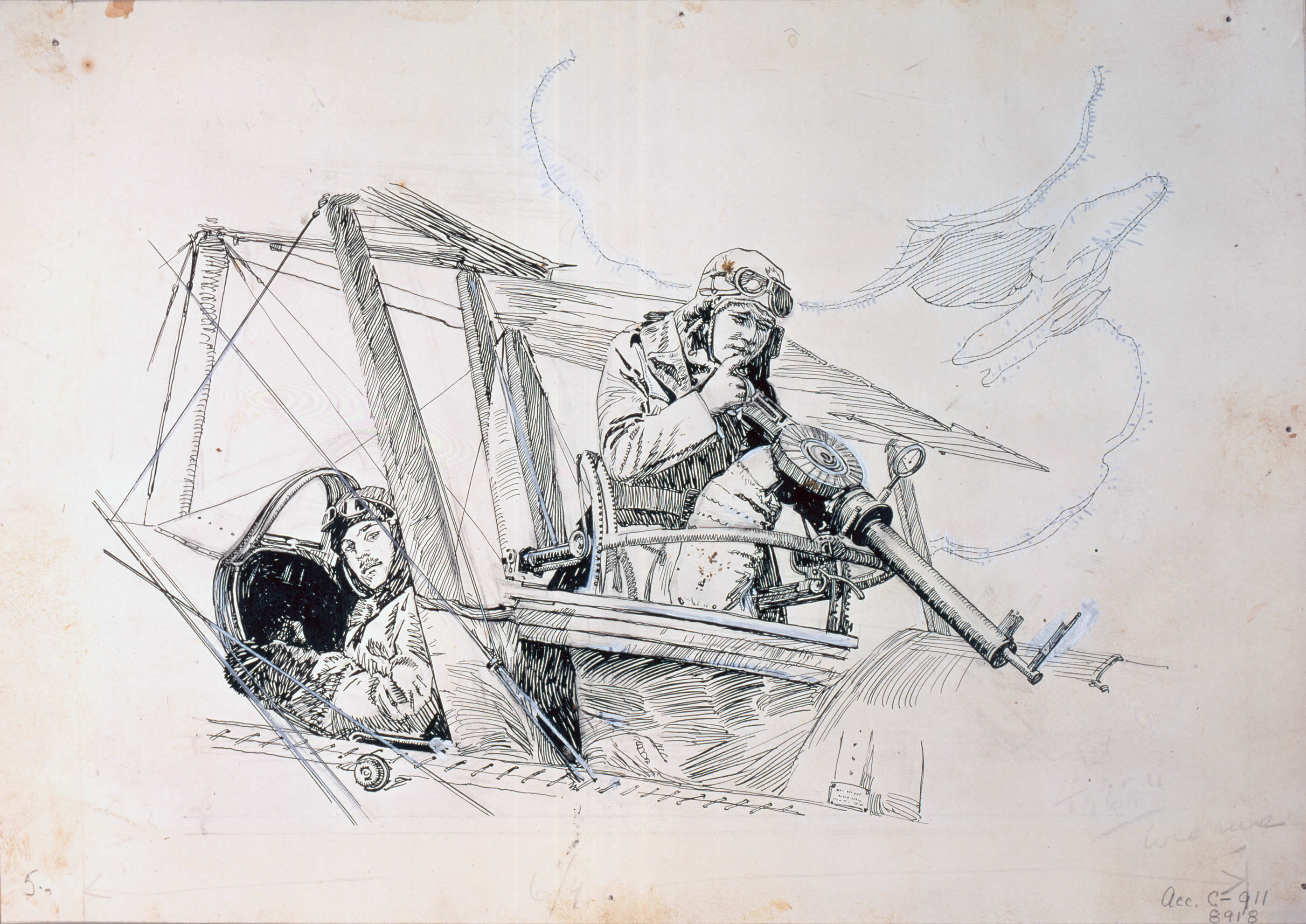
Żywioł młodego człowieka, powietrze, 1916–1918, Kanadyjskie Muzeum Wojny
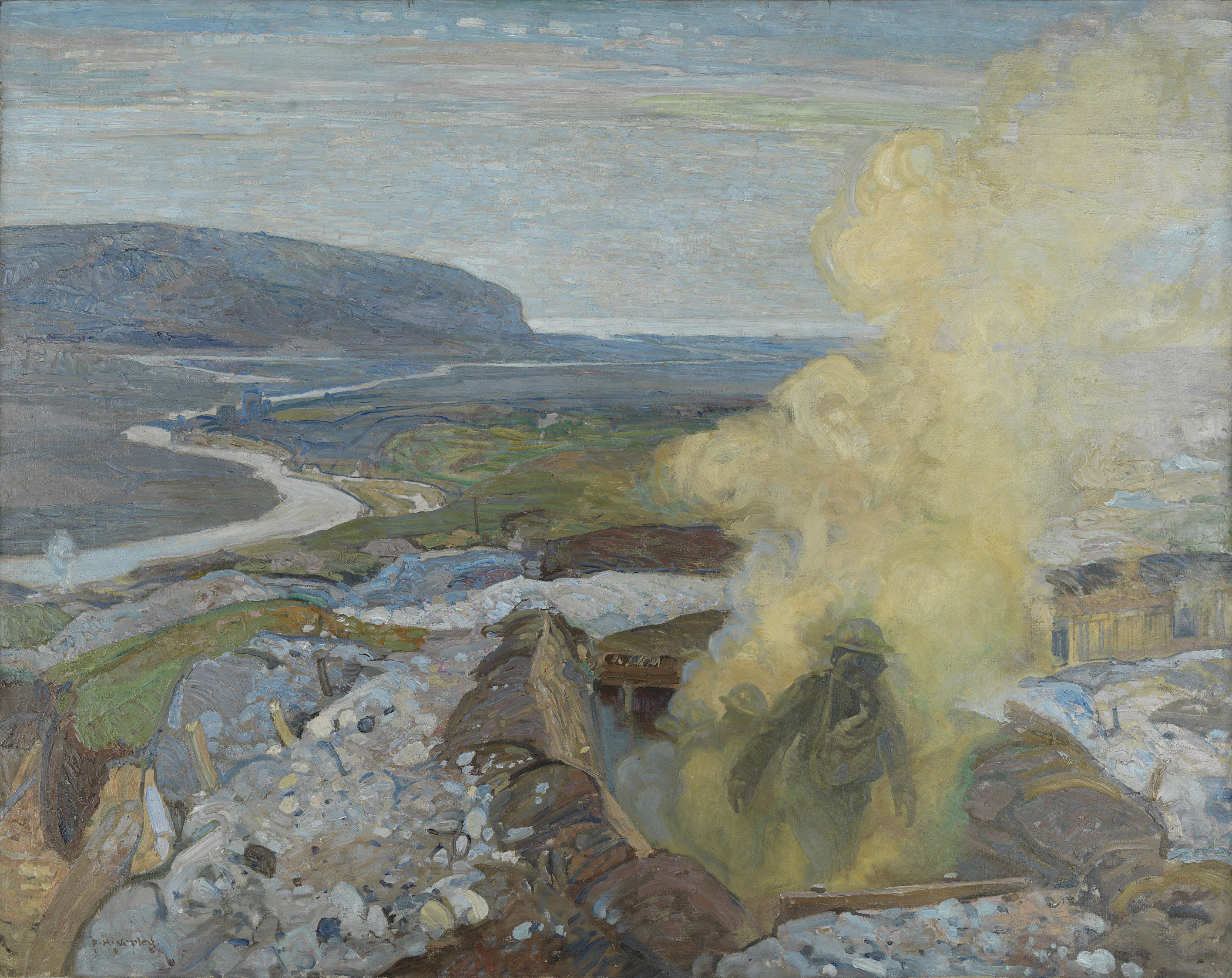
Komora gazowa w Seaford, 1918, Kanadyjskie Muzeum Wojny
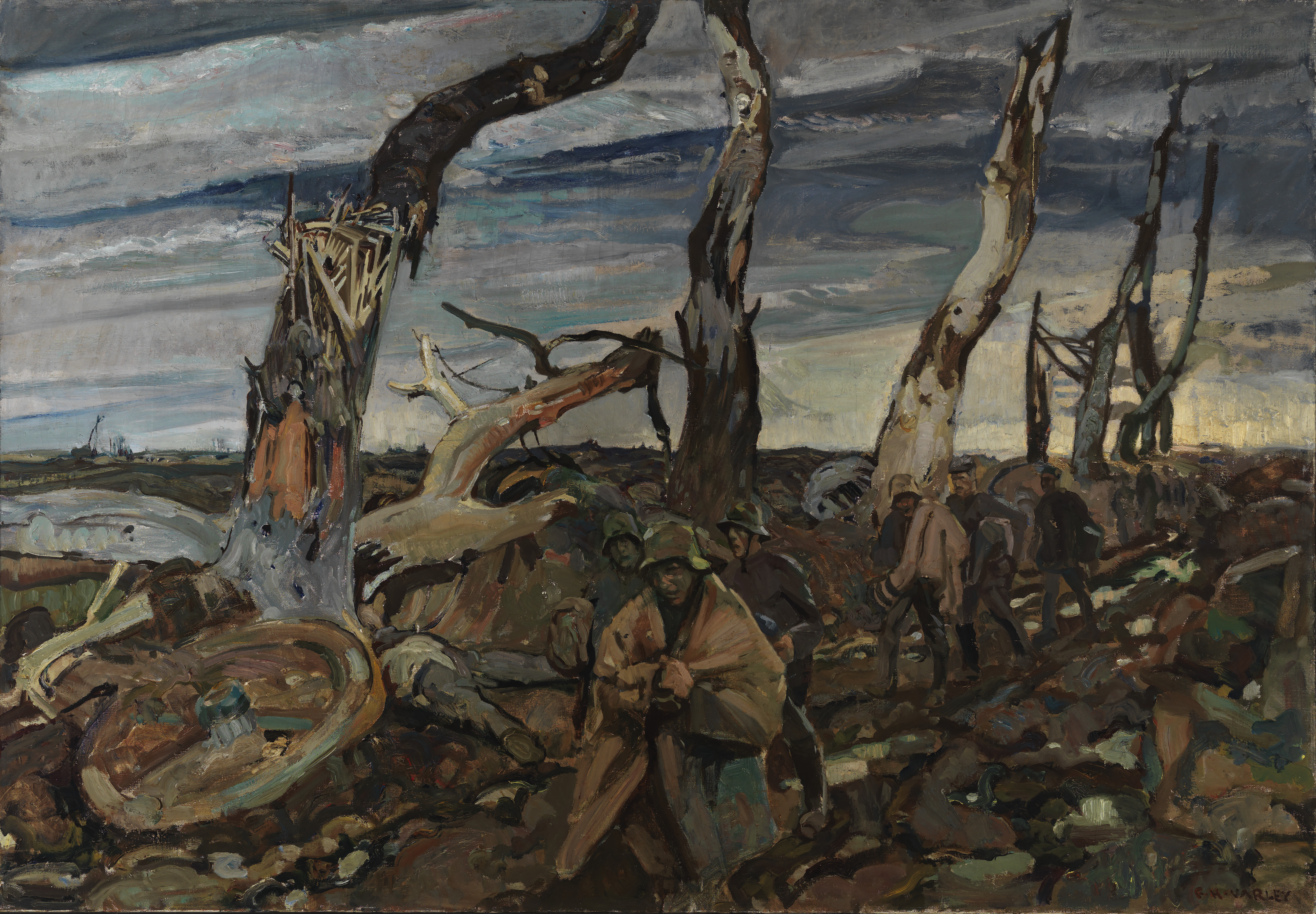
Jeńcy niemieccy, 1918–1920, Kanadyjskie Muzeum Wojny